# Sibonelo Mngometulu
Sibonelo Mngometulu é uma Inkhosikati, ou uma esposa do rei de Essuatíni. Ela é conhecida como LaMbikiza, depois que seu pai tinha o nome de Mbikiza. Sibonelo se casou com o rei de Essuatíni (Mswati III), em 1986. Ela tem dois filhos com o rei, a princesa Sikhanyiso Dlamini, e o príncipe Lindani Dlamini.